# Agon Muçolli
Agon Muçolli (Fredericia, 1998. szeptember 26. –) dán születésű albán korosztályos válogatott labdarúgó, az Odense csatárja.

## Pályafutása

### Klubcsapatokban
Muçolli a dániai Fredericia városában született. Az ifjúsági pályafutását a Vejle akadémiájánál kezdte.
2016-ban mutatkozott be a Vejle felnőtt csapatában. 2019-ben a Fredericiához szerződött. 2021. január 26-án 3½ éves szerződést kötött a norvég első osztályban szereplő Kristiansund együttesével. Először a 2021. május 12-ei, Bodø/Glimt elleni mérkőzés 78. percében Bendik Bye cseréjeként lépett pályára. Első gólját egy hónappal később, 2021. június 12-én, az Odd ellen 2–0-ra megnyert találkozón szerezte.
2022. július 8-án az Odensehez igazolt. 2022. július 18-án, a Nordsjælland ellen 2–0-ra elvesztett bajnoki 79. percében, Mads Frøkjær-Jensent váltva debütált.

### A válogatottban
2017-ben debütált az albán U21-es válogatottban. Először 2017. november 14-én, Grúzia ellen 3–0-ra elvesztett barátságos mérkőzésen lépett pályára.

## Statisztikák
2023. február 19. szerint
| Klub         | Szezon   | Osztály          | Bajnokság | Bajnokság | Kupa  | Kupa | Nemzetközi | Nemzetközi | Összesen | Összesen |
| Klub         | Szezon   | Osztály          | Meccs     | Gól       | Meccs | Gól  | Meccs      | Gól        | Meccs    | Gól      |
| ------------ | -------- | ---------------- | --------- | --------- | ----- | ---- | ---------- | ---------- | -------- | -------- |
| Kristiansund | 2021     | Eliteserien      | 26        | 4         | 2     | 1    | —          | —          | 28       | 5        |
| Kristiansund | 2022     | Eliteserien      | 9         | 1         | 1     | 1    | —          | —          | 10       | 2        |
| Kristiansund | Összesen | Összesen         | 35        | 5         | 3     | 2    | 0          | 0          | 38       | 7        |
| Odense       | 2022–23  | Danish Superliga | 8         | 0         | 1     | 0    | —          | —          | 9        | 0        |
| Összesen     | Összesen | Összesen         | 43        | 5         | 4     | 2    | 0          | 0          | 47       | 7        |

## Sikerei, díjai
Vejle
- 1st Division
  - Feljutó (1): 2017–18